# Emma von Hoesslin
Emma Josefine von Hoesslin (* 29. Juli 1884 in München; † 25. April 1968 in Augsburg) war eine deutsche Stifterin und Philanthropin.

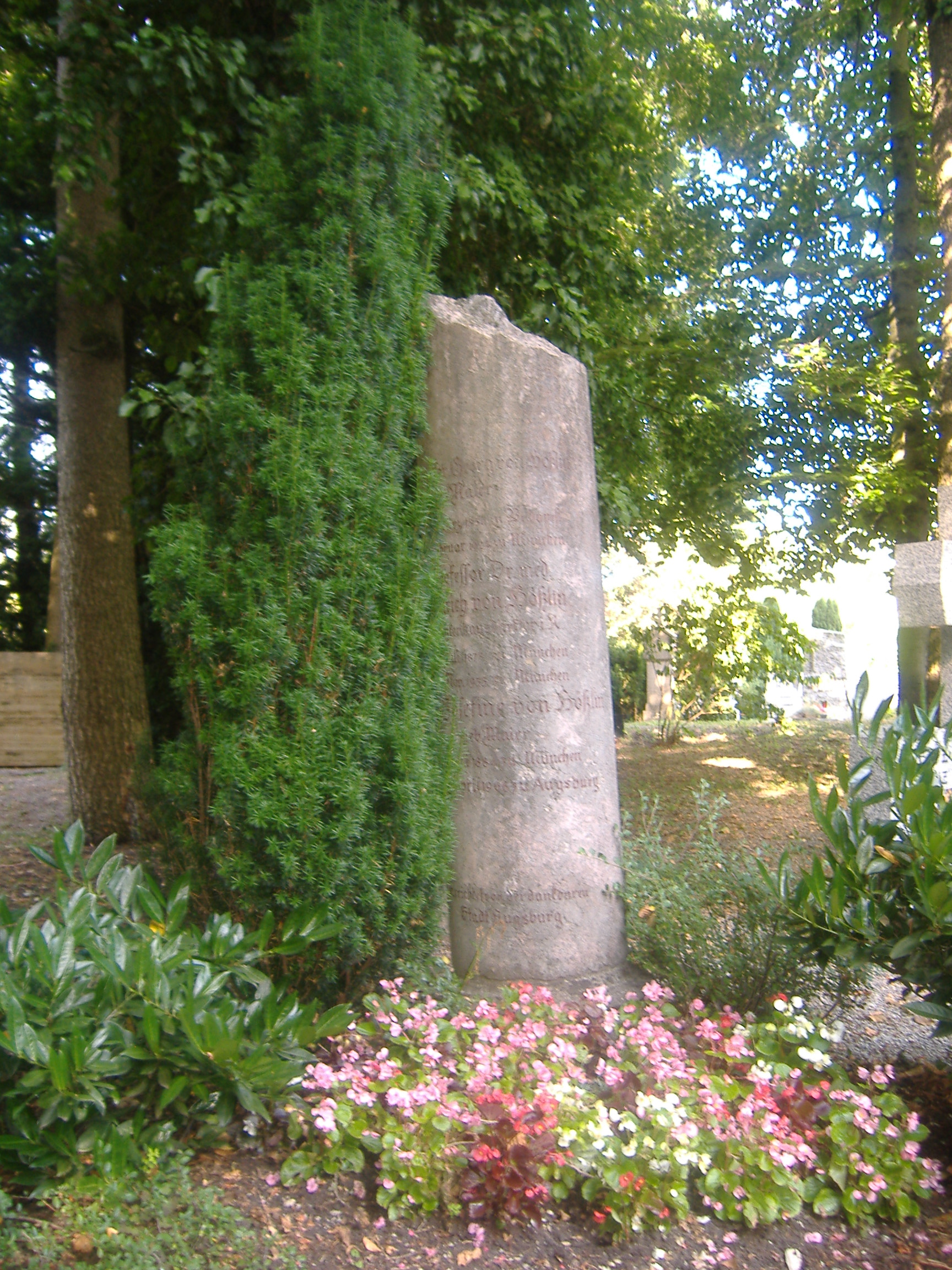
Grabstätte von Emma und Heinrich von Hoesslin

## Leben
Emma Josefine, Tochter des Oberstabsarztes Franz Maier und dessen Ehefrau Antonie, geb. Bayer, wuchs in Bamberg auf. 1909 heiratete sie den  Humanmediziner Heinrich Karl Emil Balthasar von Hoesslin (1878–1955). Hoesslin war u. a. Ärztlicher Direktor des Städtischen Krankenhauses Berlin-Lichtenberg und Professor  für Innere Medizin an der Humboldt-Universität. Das Ehepaar hatte einen Adoptivsohn.
Schon während ihrer Berliner Zeit wollte  das Ehepaar sich für die Betreuung bedürftiger Kinder und für die Jugendpflege einsetzen. Und auch auf dem Sterbebett hatte Dr. von Hoesslin den Wunsch geäußert, dass sein Vermögen für eine diesem Zweck  verpflichtete Stiftung verwendet werden sollte. 
Nach dem Tod ihres Mannes rief Emma von Hoesslin zusammen mit Magdalena Haberstock, Ehefrau des Kunstsammlers Karl Haberstock, eine Stiftung zur Wiederherstellung der vom Krieg zerstörten Deckengemälde im Goldenen Saal des Augsburger Rathauses ins Leben. Im Jahre 1961 gründete sie die Heinrich und Emma von Hoesslin'sche Stiftung:
Satzungsgemäß werden die Stiftungsmittel... je zur Hälfte zur Förderung besonders befähigter, minderbemittelter Studierender sowie zur Behandlung und/oder sachgerechten Betreuung bedürftiger Kinder und Jugendlicher in dafür geeigneten Einrichtungen eingesetzt.
Emma Hoesslin wurde auf dem Augsburger Westfriedhof beerdigt. Der Grabstein wurde in dankbarer Erinnerung an das Stifterehepaar von der Stadt Augsburg errichtet. In letztgenannter Stadt erinnert die Von Hoesslin-Straße an Emma und Heinrich Hoesslin.